# Гриньківці
Гри́ньківці — село в Україні, у  Великодедеркальській сільській громаді Кременецького району Тернопільської області.  
До 2015 року у складі  Матвіївської сільської ради, якій були підпорядковані села Матвіївці та Гриньківці. У вересні 2015 року село Гриньківці увійшло до складу Великодедеркальської сільської громади.Населення становить 291 особа (2003).

## Географія
Розташоване на річці Гориночка, 

## Історія
Миколай Ледуховський, мстиславський стольник, у 1721 році судився за Матвіївці, Піщатинці, Гриньківці та Волицю. Його вдова, Анна Чарнецька, провадила процесс з Шептицькими за Гриньківці у 1749 році.
На 1936 рік село входило до ґміни Дедеркали Кременецького повіту. 
12 червня 2020 року, відповідно до розпорядження Кабінету Міністрів України № 724-р «Про визначення адміністративних центрів та затвердження територій територіальних громад Тернопільської області» увійшло до складу Великодедеркальської сільської громади.
19 липня 2020 року, в результаті адміністративно-територіальної реформи та ліквідації Шумського району, село увійшло до складу Кременецького району.

## Пам'ятки
В селі є церква святого Миколая (1909; дерев'яна).

## Пам'ятники
Споруджено пам'ятник воїнам-односельцям, полеглим у німецько-радянській війні (1989).

## Галерея

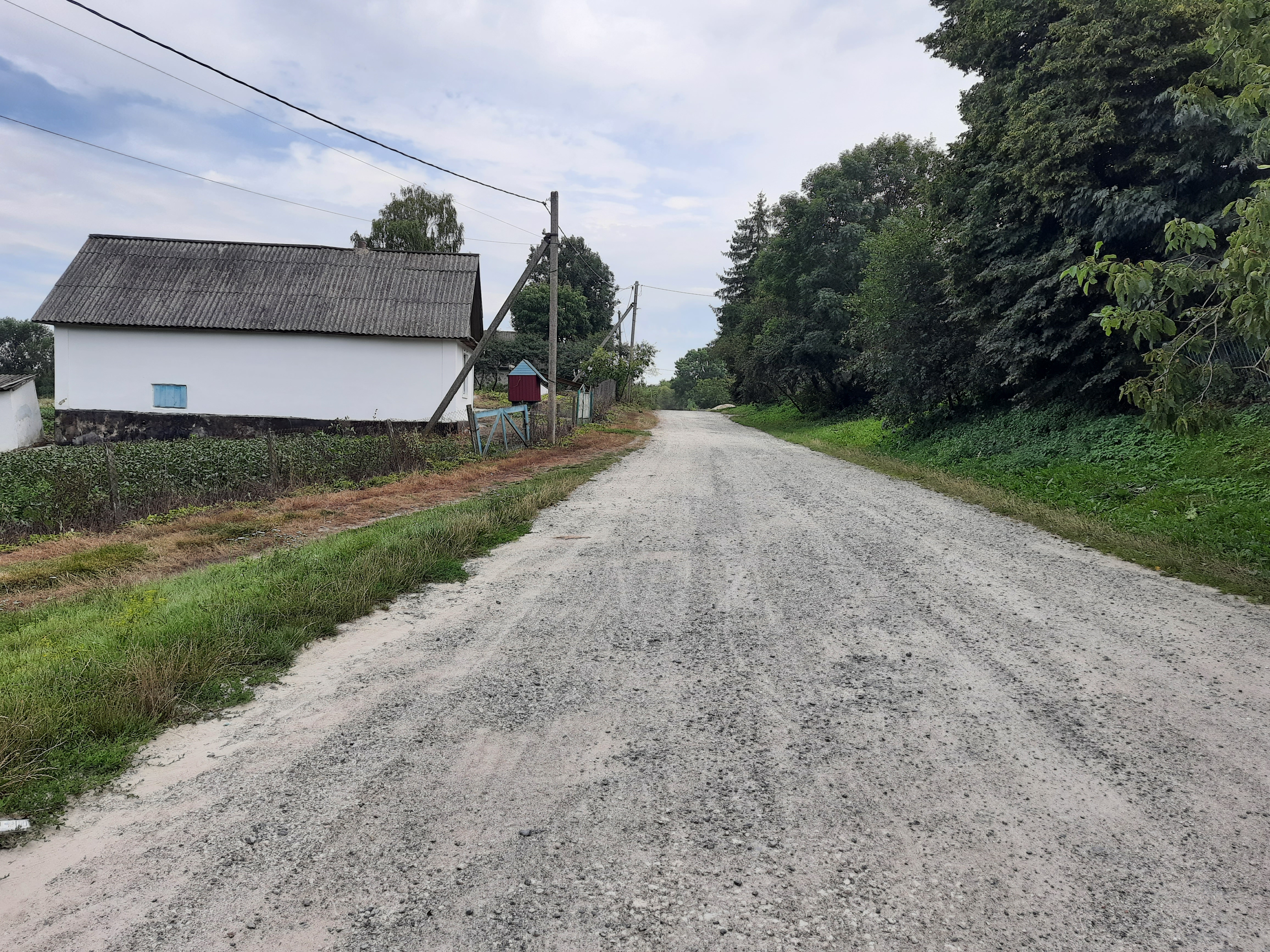
В'їзд у село
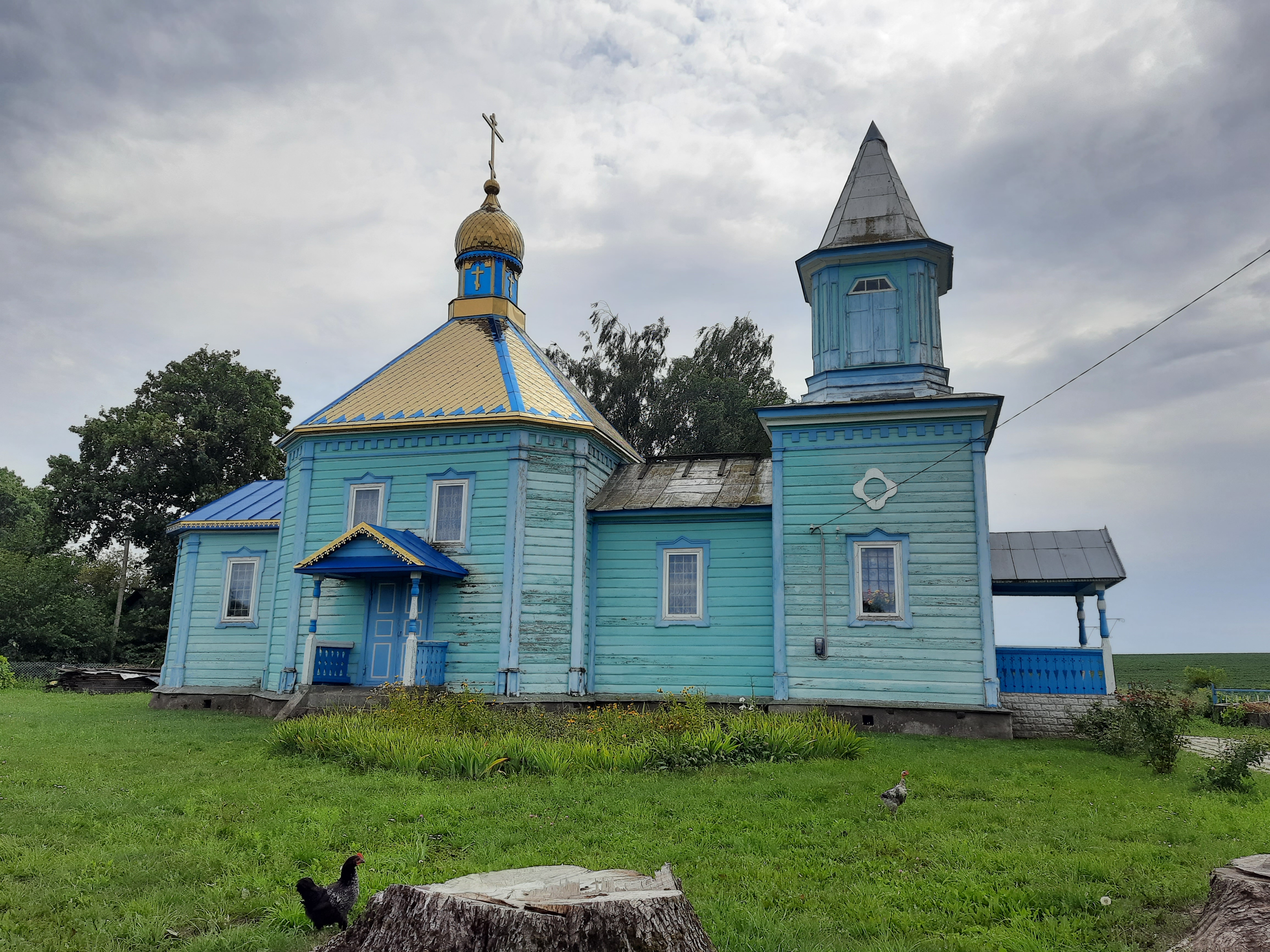
Церква Святого Миколая
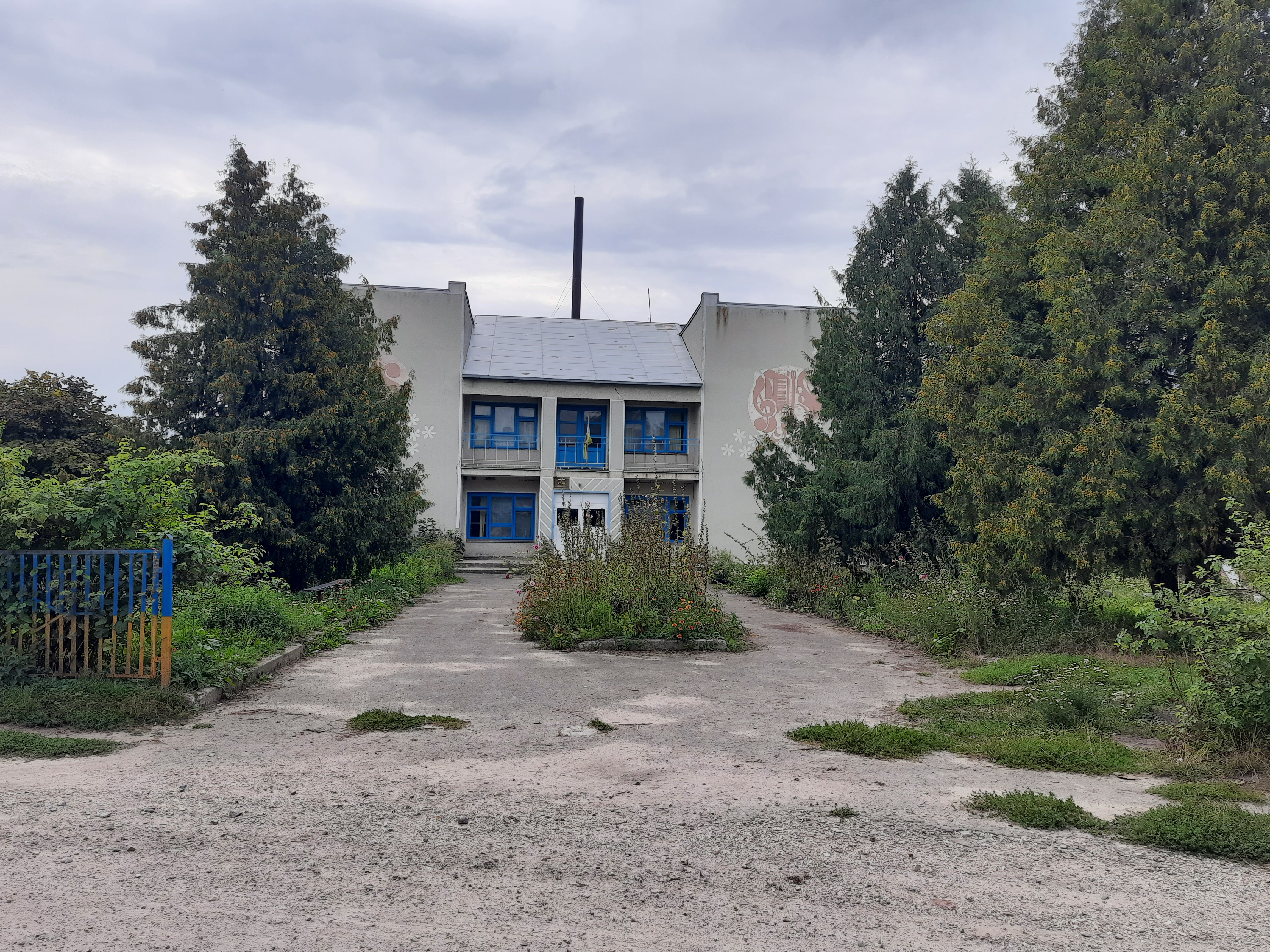
Клуб
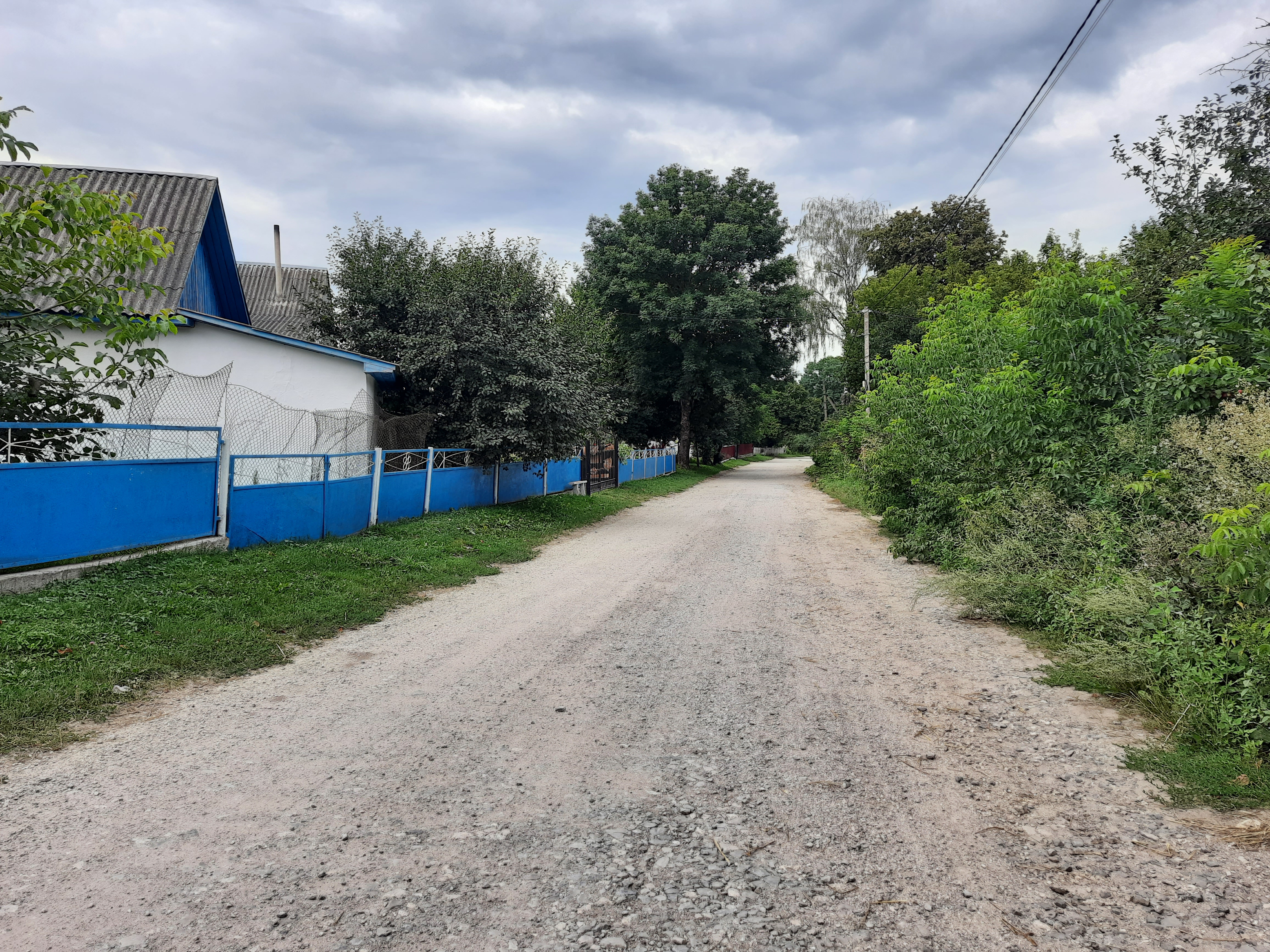
Сільська вулиця